# Psocidae
Famille
Sous-familles de rang inférieur
- Amphigerontiinae
- Kaindipsocinae
- Psocinae
- Thyrsophorinae

Les Psocidae sont une famille d'insectes de l'ordre des Psocoptera, du sous-ordre des Psocomorpha et de l'infra-ordre des Psocetae.

## Liste des genres
Selon Catalogue of Life (03 octobre 2022) :
- Amphigerontiinae Kolbe, 1880
  - Amphigerontiini Kolbe, 1880
    - Amphigerontia Kolbe, 1880

  - Blastini Li, 2002
    - Chaetoblaste Garcia Aldrete & Roman-Palacios, 2015
    - Chaetopsocidus Badonnel, 1986

  - Stylatopsocini Li, 2002
    - Stylatopsocus Li, 2002

  - Non assigné
    - Anomaloblaste Endang, Thornton & New, 2002
    - Blaste Kolbe, 1883
    - Blastopsocidus Badonnel, 1955
    - Blastopsocus Roesler, 1943
    - Chilopsocus Li, 2002
    - Disopsocus Li, 2002
    - Elaphopsocoides Roman-Palacios et al., 2014
    - Elaphopsocus Roesler, 1940
    - Elytropsocus Smithers & Thornton, 1981
    - Epiblaste Li, 1993
    - Euclismioides Smithers & Thornton, 1981
    - Glossoblaste Yoshizawa, 2010
    - Indoblaste Endang & Thornton, 1992
    - Javablaste Endang, Thornton & New, 2002
    - Neoblaste Thornton, 1960
    - Neopsocopsis Badonnel, 1936
- Kaindipsocinae Yoshizawa et al., 2011
  - Clematostigma Enderlein, 1906
  - Kaindipsocus Smithers & Thornton, 1981
  - Lasiopsocus Enderlein, 1907
  - Tanystigma Smithers, 1983
- Psocinae Hagen, 1865
  - Atrichadenotecnini Yoshizawa & Johnson, 2008
    - Atrichadenotecnum Yoshizawa, 1998

  - Cycetini Roesler, 1940
    - Cycetes Enderlein, 1907

  - Metylophorini Roesler, 1943
    - Brachinodiscus Enderlein, 1925
    - Diplacanthoda Enderlein, 1909
    - Metylophorus Pearman, 1932
    - Ophthalmopsocus Roesler, 1943
    - Pearmania Badonnel, 1946
    - Pilipsocus Badonnel, 1935

  - Psocini Hagen, 1865
    - Atropsocus Mockford, 1993
    - Hyalopsocus Roesler, 1954
    - Psocus Latreille, 1794

  - Ptyctini Mockford, 1993
    - Atlantopsocus Badonnel, 1944
    - Barrowia Smithers, 1984
    - Camelopsocus Mockford, 1965
    - Copostigma Enderlein, 1903
    - Indiopsocus Mockford, 1974
    - Javapsocus Endag, Thornton & New, 2002
    - Kimunpsocus Yoshizawa, 2009
    - Loensia Enderlein, 1924
    - Mecampsis Enderlein, 1925
    - Oreopsocus Roesler, 1939
    - Psocidus Pearman, 1934
    - Psocomesites Roesler, 1943
    - Ptycta Enderlein, 1925
    - Steleops Enderlein, 1910
    - Symbiopsocus Li, 1997
    - Trichadenotecnum Enderlein, 1909

  - Sigmatoneurini Li, 2002
    - Sigmatoneura Enderlein, 1908

  - Thyrsophorini Kolbe, 1882
    - Arabopsocus Lienhard, 2008
    - Cerastipsocus Kolbe, 1884
    - Cervopsocus New, 1978
    - Clematoscenea Enderlein, 1907
    - Dactylopsocus Roesler, 1940
    - Eremopsocus McLachlan, 1866
    - Ghesquierella Badonnel, 1949
    - Longivalvus Li, 1993
    - Neopsocus Kolbe, 1882
    - Propsococerastis Li & Yang, 1988
    - Pseudoclematus Li, 1992
    - Psococerastis Pearman, 1932
    - Setopsocus Smithers & Thornton, 1981
    - Sundapsocus Smithers, 1995

  - Non assigné
    - Cephalopsocus Li, 2002
    - Ceratostigma Li, 2002
    - Cyclotus Li, 2002
    - Fashenglianus Lienhard, 2003
    - Hybopsocus Li, 2002
    - Lativalva Li, 2002
    - Lipsocus Li, 2002
    - Lubricus Li, 2002
    - Pogonopsocus Li, 2002
    - Pseudoptycta Li, 2002
    - Sacopsocus Li, 2002
    - Sciadionopsocus Li, 2002
    - Trichadenopsocus Li, 2002

  - Thyrsophorinae Pearman, 1936
    - Dictyopsocus Enderlein, 1901
    - Gigantopsocus Enderlein, 1925
    - Poecilopsocus Roesler, 1940
    - Thyrsophorus Burmeister, 1839
    - Thyrsopsocopsis Mockford, 2004
    - Thyrsopsocus Enderlein, 1900

  - Non assigné
    - Lacroixiella Badonnel, 1943